# جین ویثرز
جین ویثرز (انگلیسی: Jane Withers؛ زادهٔ ۱۲ آوریل ۱۹۲۶ – درگذشتهٔ ۷ اوت ۲۰۲۱) یک هنرپیشه اهل ایالات متحده آمریکا بود.
از فیلم‌ها یا برنامه‌های تلویزیونی که وی در آن نقش داشته‌است می‌توان به غول اشاره کرد.
وی همچنین برنده جوایزی همچون جایزه هنرمند جوان شده‌است.